# Károly Pakocs
Károly Pakocs (n. 17 noiembrie 1892, Carei, Austro-Ungaria – d. 22 octombrie 1966, Popești-Leordeni, Ilfov, România) a fost un poet și prozator   maghiar, preot romano-catolic din Dieceza de Satu Mare, deținut politic în timpul regimului comunist, participant la Conciliul Vatican II ca agent al Securității, alături de Francisc Augustin. Numele conspirativ al lui Pakocs a fost „Kiss Nicolae”.

## Biografie
Károly Pakocs a studiat teologia la Budapesta, obținând doctoratul în 1915, apoi a fost capelan la Sighet, apoi secretar episcopal și profesor de teologie. Între 1924-30 a colaborat la săptămânalul Katolikus Élet. În anii 1933-36 a fost paroh la Seini, între 1936-39 la Baia Mare, în 1939-40 director spiritual la Budapesta al surorilor sociale conduse de Margit Slachta. A fost arestat pentru scurtă vreme de autoritățile române, se pare, că în legătură cu apropierea sa de mișcarea extremistă iredentistă Rongyos Gárda. După Dictatul de la Viena, a fost membru în Parlamentul Ungariei, din 1942 a fost vicar la episcopia romano-catolică din Alba Iulia și apoi la Satu Mare.
În anii 1940 a fost redactor șef la săptămânalul Nagybánya és Vidéke. După război, în 1949-1950  a fost întemnițat de regimul comunist din România, și în 1954-1955 a fost profesor de teologie la Alba Iulia. În 1955-1957 a fost preot la un cămin de călugărițe la București, apoi a fost din nou întemnițat în 1957-1963.
Dupa moartea la Jilava în 1952 a episcopului János Scheffler, al cărui adjunct a fost în trecut, Pakocs s-a numărat printre cei care s-au îngrijit de exhumarea rămășitelor acestuia dintr-o groapă comună si reîngroparea lor.

#### Din arhivele Securității
„În timpul șederii la Roma, agenții „Matei Popescu” și „Kiss Nicolae” au fost invitați la Ambasada R.P.R. unde au luat legătura cu tov.[arășul] STAN.
După ce au discutat unele probleme de ordin general, tov.[arășul] STAN i-a întrebat pe ambii agenți, dacă la plecarea din țară nu li s-a spus să se adreseze lui cu orice problemă și că-i pot încredința corespondența adresată M.A.E.
Deoarece numai agentul „Matei Popescu” primise această indicație din partea noastră prezentînd mai multă garanție (lucru pe care de altfel îl știau și organele Dir. I-a), agenții au arătat că nu au cunoștință de astfel de probleme. „Matei Popescu” nu putea confirma că la plecare i s-au dat informații ca la necesitate să ia legătura cu tov.[arășul] STAN, deoarece fiind prezent și agentul „Kiss Nicolae” se putea desconspira.
În discuțiile purtate, tov.[arășul] STAN a arătat celor doi agenți că în muzeul Vaticanului există o copie a Columnei lui Traian, făcută de profesorul romîn PANAITESCU, rugîndu-i pe „Matei Popescu” și „Kiss Nicolae” să se intereseze cum ar putea statul romîn să intre în posesia acestei opere.
Cei doi delegați luînd legătura cu CASAROLLI, i-au arătat că Vaticanul ar face un gest frumos dacă ar pune la dispoziția R.P.R. copia Columnei lui Traian. Acesta însă a replicat că opera în cauză ocupă în muzeele Vaticanului mult spațiu de care Vaticanul ar avea nevoie, deoarece se compune din 240 blocuri de beton armat, însă nu pot întreprinde o astfel de acțiune întrucît nu există o legătură oficială între Vatican și Ambasada R.P.R. din Roma.”—ACNSAS, R 311941, ff. 42-51
La 1 noiembrie 1964 a înmânat cardinalului Angelo Dell'Acqua⁠(en)[traduceți] un raport privind situația episcopilor eliberați din închisoare în urma amnistiei deținuților politici din 1964. Informațiile cuprinse în raportul respectiv erau în parte adevărate (de exemplu în privința lui Iuliu Hossu), iar în parte greșite (de exemplu în privința lui Ioan Cherteș).

## A treia arestare
În 1966 a călătorit cu un grup de turiști în Ungaria. A ajuns în cele din urmă în mâinile Securității și a fost bătut, și-a pierdut vederea la un ochi. A fost internat la Spitalul Central din București. Apoi a fost dus la mănăstirea de maici de la Popești-Leordeni, Ilfov, unde a murit în urma bătăilor îndurate.
A fost înhumat la Cimitirul Bellu catolic, de unde rămășițele sale au fost transferate în 1997 la Catedrala romano-catolică din Satu Mare.

## Scrieri
- Nem csak kenyérrel él az ember (Világnézeti kérdések. Szatmárnémeti, 1919)
- Forró szavak (versuri, Szatmárnémeti, 1924)
- Hazafelé (nuvele, Nagykároly, 1926)
- Lélek-ország (versuri, Szatmárnémeti, 1929)
- Lélek-zuhanás (roman, Budapest, 1928)
- Jöttem Isten városából (versuri, Szatmárnémeti, 1929)
- Örömet akartok? Nagybőjti konferenciák (prédikációk, Budapest, 1932)
- Istent kiált a tenger (versuri, Kolozsvár, 1934)
- Édua áldozata (romanistoric, Budapest, 1934)
- A Júdás-misztérium (Kolozsvár, 1938)
- Tékozló fiú (piesa de teatru, Nagybánya, 1939)
- Savonarola versei (traducere, Kolozsvár, 1939)[11]
- A leggazdagabb jótevő. Az Egyház adományai. Mi nekünk az egyház!; Actio Catholica, Bp., 1940 (Actio Catholica)
- A lélek visszatér (povestire, Budapest, 1940)
- A lélek indul (versuri, Budapest, 1941)
- Különös emberek (nuvele, Budapest, 1942)
- A megtérők bizonysága; Stephanum Ny., Bp., 1942
- Különös emberek; Pakocs Károly, Bp., 1942
- A hét ajándék Istene (Budapest, 1943)
- Fiedler István: Szent keresztúti ájtatosság; a stációs énekeket szerezte Pakocs Károly; Pátria Ny., Szatmárnémeti, 1943
- A teremtés éneke. Drámai költemény;poem dramatic; Szalézi Művek, Rákospalota, 1946